# 情逢敵手 (香港電影)
《情逢敵手》為1985年香港電影，新藝城影業公司出品，袁和平為導演。本片是甄子丹早期的電影，混合了動作和霹靂舞的元素。

## 人物角色
| 角色名稱       | 演員     | 備註                             |
| -------------- | -------- | -------------------------------- |
| Eddie          | 甄子丹   |                                  |
| 大眼哥         | 袁和平   | Eddie的師父 Eddie胞姐的男朋友    |
| Stella(士巴拿) | 羅美薇   | Eddie的表妹 最後為Eddie的女友    |
| Anna           | 上山安娜 | 富家女 Stella的情敵              |
| 阿英           | 黃韻詩   | Eddie的胞姐 餐店老闆             |
|                | 狄威     | 武林高手 不惜一切要Eddie與其對打 |

## 外部連結
- 香港影庫上《情逢敵手》的資料（繁體中文）
- 開眼電影網上《情逢敵手》的資料（繁體中文）
- 豆瓣电影上《情逢敵手》的資料 （简体中文）
- 时光网上《情逢敵手》的資料（简体中文）
- 互联网电影数据库（IMDb）上《情逢敵手》的资料（英文）